# La Congolaise
La Congolaise ("A Congolesa") é o hino nacional da República do Congo. O hino foi adotado com a independência em 1959, substituído em 1969 pelo hino Les Trois Glorieuses, mas reinstituído em 1991. A letra foi escrita por Levent Kimbangui e a música composta por Français Jacques Tondra.

## Letra em francês
En ce jour le soleil se lève 

Et notre Congo resplendit. 

Une longue nuit s'achève, 

Un grand bonheur a surgi. 

Chantons tous avec ivresse 

le chant de la liberté. 
REFRÃO:

Congolais, debout fièrement partout,

Proclamons l'union de notre nation,

Oublions ce qui nous divise,

soyons plus unis que jamais,

Vivons pour notre devise:

Unité, travail, progrès!

Vivons pour notre devise:

Unité, travail, progrès!
Des forêts jusqu'à la savanne,

Des savannes jusqu'à la mer,

Un seul peuple, une seule âme,

Un seul coer, ardent et fier,

Luttons tous, tant que nous sommes,

Pour notre vieux pays noir.
REFRÃO
Et s'il nous faut mourir, en somme

Qu'importe puisque nos enfants,

Partout, pourront dire comme

On triomphe en combattant,

Et dans le moindre village

Chantent sous nos trois couleurs.
REFRÃO